# 田村登正
田村 登正（たむら とうせい ）は、日本の小説家。代表作品に『大唐風雲記』、『マルティプレックス』など。

## 来歴
2001年に『大唐風雲記 長安の履児、虎の尾を履む』（出版時、『大唐風雲記-洛陽の少女』に改題。）で第8回電撃ゲーム小説大賞を受賞した。当時すでに50歳を超えており、ライトノベル作家としては異例の高齢デビューとして話題となった。

## 作品リスト

### 電撃文庫
- 大唐風雲記シリーズ
  - 大唐風雲記―洛陽の少女 (2002年2月、ISBN 4-8402-2029-8)
  - 大唐風雲記〈2〉始皇帝と3000人の子供たち (2002年5月、ISBN 4-8402-2099-9)
  - 大唐風雲記〈3〉The Last Emperor of 漢(2002年9月、ISBN 4-8402-2176-6)
- ブラックナイトと薔薇の棘 (2003年7月、ISBN 4-8402-2406-4)
- マルティプレックス―彼女とぼくのコミイッタ日々 (2007年8月、ISBN 4-8402-3943-6)

### メディアワークス
- ゾイドジェネレイションズ -ZOIDS GENERATIONS- (2007年8月、ISBN 4-8402-4004-3) - 電撃ホビーマガジンで連載